# Sefer Halilović
Sefer Halilović (Prijepolje, 6. siječnja 1952.), bošnjački političar, general Armije Republike Bosne i Hercegovine i časnik Jugoslavenske narodne armije. Osnivač je i predsjednik Bosanskohercegovačke patriotske stranke.

## Jugoslavenska narodna armija
Halilović je rođen u Prijepolju, gradiću u današnjoj Zlatiborskoj oblasti u Srbiji. Prijepolje se nalazi u historijsko-geografskoj regiji Sandžaku, čije stanovništvo su dominantno Bošnjaci. Ipak, zbog kulturalnih razlika, da bi se razlikovali od ostatka Bošnjačkog stanovništva, Bošnjaci Sandžaka su se često nazivali Sandžaklije, naziv koji je i danas ostao u upotrebi. Osnovnu i srednju školu završio je u rodnom gradu, nakon čega je obrazovanje nastavio na vojnoj akademiji kopnene vojske i Fakultetu političkih znanosti u Beogradu i vojnoj akademiji u Zadru. Na vojnoj akademiji diplomirao je 1975. U JNA služio je u Mostaru, Vinkovcima i Đakovu.

### Službovanje u Mostaru
Krajem kolovoza 1975., kao mlad poručnik bio je raspoređen u 222. mješoviti artiljerijski puk u Mostaru. Tada je počeo djelovati u Kontraobavještajnoj službi JNA (KOS), u kojega ga je uveo zastavnik Mile Bjelobaba, referent KOS-a u Halilovićevom puku. Nakon što je Bjelobaba napustio postrojbu, Halilović je bio podređen poručniku Petru Simoviću, s kojim je Halilović razvio blizak odnos u narednom desetljeću, a bio je i Simovićev vjenčani kum.
Halilović i Simović razvili su blisku suradnju s kapetanom i referentom KOS-a u 10. hercegovačkoj brigadi Veselkom Gabričevićem. Gabričević je bio poznat po sukobljavanju s tzv. hrvatskim nacionalizmom u Mostaru. Simović je radio na unaprjeđenju Halilovića s ciljem da ga se primi u djelatnu službu KOS-a. Halilovića je pokušao smjestiti u poduzeće Soko, no prijedlog o premještanju je odbijen jer Halilović nije bio podoban kako nije završio Zrakoplovnu akademiju i nije bio s područja Mostara. Krajem 1978. Simović je bio premješten u sarajevsku vojarnu Lukavica, a Halilovića je preuzeo kapetan Milan Drljić.
Halilović je uskoro dobio slučaj Vehbije Karića, tada perspektivnom časniku JNA koji je pohađao Političku akademiju JNA. Na Karićevom slučaju radio je zajedno s Drljićem i pukovnikom Antonom Zupančićem. KOS je optužio Karića da je hrvatski nacionalist, a uzeta je i činjenica da je bio oženjen Hrvaticom. Međutim, pravi razlog istrage Karića nije bio hrvatski nacionalizam, već sprječavanje Muslimana u napredovanju od strane određenog srpskog kadra unutar JNA.
Nakon povratak s godišnjeg odmora u kolovozu 1980., Halilović je dobio naredbu za premještaj u Vinkovce. Tu je vijest Halilović teško primio, kako je u Mostaru razvio široko poznanstvo i osigurao smještaj. Preko svojih nadređenih je pokušao ishoditi promjenu naredbe, no bezuspješno.

### Službovanje u Slavoniji
Nakon što je premješten u Vinkovce, Halilović je preuzeo dužnost u artiljerijskom puku. Nedugo nakon što je premješten, na mjesto referenta KOS-a u toj postrojbi došao je kapetan Milan Simeunović koji je odmah preuzeo patronat nad Halilovićem. Uz Halilovića je Simeunović provodio operativne obrade nad vojnicima i časnicima albanske nacionalnosti, nakon čega su uslijedila masovna uhićenja i suđenje pred Vojnim sudom u Sarajevu. Zahvaljujući angažmanu u KOS-u, Halilović je 1982. promaknut u kapetana prve klase i raspoređen na dužnost pomoćnika zapovjednika artiljerijskog puka za moralno-političko vaspitanje (MPV) u Vinkovcima. Iste je godine Halilović dobio smještaj u Vinkovcima, gdje mu je supruga postala jedna od najutjecajnijih osoba u financijskoj službi RO Vintex, što je bio pokazatelj snažnog utjecaja KOS-a u tadašnjem slavonskom gospodarstvu.
Polovicom 1984., Halilović je dobio novog nadređenog. Simeunovića je zamijenio zastavnik Ivan Čačić, koji je izvanredno stekao naobrazbu na Fakultetu sigurnosti u Skopju. Čačić je poslije rata bio jedan od čelnika braniteljskih udruga u Vinkovcima. Halilovića je vodio nešto dulje od godine dana. U to vrijeme, njihov interes je uz albanski, bio i hrvatski nacionalizam.
Halilović je 1985. iznenada raspoređen u Đakovo na dužnost pomoćnika zapovjednika divizijuna za MPV, gdje je ostao do 15. rujna 1991., kada su ZNG-e preuzele vojarnu u Đakovu. Čačić, koji je u Vinkovcima bio nadređeni Haliloviću, vrlo kasno prelazi u ZNG. Savjetovao je Haliloviću da se, nakon odlaska u Đakovo, javi kapetanu KOS-a Miji Kneževiću, posavskom Hrvatu, koji je kasnije surađivao s Halilovićem. Nakon što je stigao u Đakovo, Halilović se odmah uključio u djelatnosti KOS-a usmjerene protiv vojnika albanske nacionalnosti u Slavonskom Brodu, Vinkovcima i Belom Manastiru. Cijelom akcijom koordinirao je Fikret Muslimović, kasniji zamjenik Aleksandra Vasiljevića iz sjedišta KOS-a u Sarajevskoj armijskoj oblasti, koji je početkom rata u BiH postao jedan od ključnih savjetnika Alije Izetbegovića.
Zbog profesionalnih razloga i direktiva KOS-a, Halilović je bio blizak sa Živkom Glamočanom, upraviteljem vojnog gazdinstva u Karađorđevu. Taj odnos Halilović je nastavio s Glamočakovim nasljednikom Mahnutom Hašinbegovićem svojim zemljakom iz Prijepolja. Neki analitičari tvrde da postoji mogućnost da je upravo preko Halilovića, Muslimovića i Hašinbegovića lansirana KOS-ova teza u sarajevske političke krugove o tzv. dogovoru u Karađorđevu. Uz vojni nadzor nad vojnim gazdinstvom u Karađorđevu, Halilović je iz profesionalnih pobuda razvijao i poznanstva s utjecajnim osobama u Đakovu. Blisko je surađivao sa Slavkom Tadićem, tadašnjim ravnateljem đakovačkog "Torpeda", gdje je Halilovićeva supruga dobila dužnost financijskog ravnatelja.
Zajedno s Kneževićem, Halilović je sudjelovao u pokušaju stvaranja Saveza komunista - pokreta za Jugoslaviju u Đakovu. Na čelu SK pokreta za Jugoslaviju u Đakovu, KOS je želio postaviti Slavka Tadića. No, nakon razgovora s Halilovićem, Tadić je nekoliko dana promišljao i konačno odbacio taj prijedlog. Halilović je s Kneževićem pratio i aktivnosti osnivanja HDZ-a u Đakovu. Za potrebe KOS-a Halilović je osigurao i video zapis utemeljiteljske skupštine HDZ-a.
Dvogodišnji časnički kadar završio je 1990. U čin bojnika promaknut je 1991. Kao časnik u JNA, Halilović je u vojsci rabio pogrdan naziv za Hrvate nazivajući ih "ustašama".
U vrijeme Domovinskog rata Halilović je izvješćivao zapovjedništvo JNA o događanjima u Hrvatskoj. U svom službenom životopisu naveo je da je JNA napustio zbog neslaganja s politikom u vojsci i agresije JNA na Hrvatsku. JNA je napustio 13. rujna 1991.

## Rat u Bosni i Hercegovini
Bio je kao i većina njegovih kolega koji su stjecajem okolnosti završili u muslimanskoj vojsci onda kad više nisu imali kud. Prethodno su mnogi sudjelovali u agresiji na Hrvatsku u sastavu JNA. Bivši oficira JNA Halilović bio je indoktriniran komunističkom ideologijom i opčinjen beogradskim liderima i za Hrvate je najčešće rabio izraze „ustaše“. U svojoj knjizi napisanoj poslije rata omalovažava hrvatski politički vrh i vojsku, izruguje se na mnogim mjestima njihovim pokušajima dogovora o prekidu vatre ili izvlačenju civila. Iz svega se vidi kako da nikad nije htio iskreno surađivati protiv zajedničkog (srpskog) agresora. Za nj su Hrvati, kako je poslije priznao u knjizi, od početka smatrani jednako opasnim po budućnost Bosne i Hercegovine kao i Srbi i on time pokušava opravdati napad na hrvatske civile u Grabovici koje je vršila vojska pod njegovim zapovjedništvom. Bez trunke morala i karaktera, nakon svega što su Hrvati i Hrvatska učinili za muslimane, izrugivao se Hrvatima. Nakon što je napustio JNA, Halilović je došao u Bosnu i Hercegovinu. Uključuje se u rad Patriotske lige BiH te radi plan obrane Sarajeva koji je odobren 2. prosinca 1991. Po njegovom planu je djelovala i Armija RBiH protiv srpskih snaga.
Halilović je bio jedan od glavnih organizatora i vođa Patriotske lige, paravojne organizacije povezane sa Strankom demokratske akcije. Iz Patriotske lige kasnije će se razviti i Armija RBiH. Tako je Halilović postao prvi vojni zapovjednik Armije RBiH. U vrijeme priprema za rat, Halilović zahtijeva identifikaciju i kartiranje pojedinih područja na temelju narodnosne pripadnosti tamošnjeg pučanstva. Kao osnovni zadatak Patriotske lige, u svojoj Direktivi za obranu suvereniteta i integriteta BiH napisanoj 25. veljače 1992., Halilović je odredio "zaštitu muslimanskog naroda" i "očuvanje integriteta i cjelovitosti BiH" kao glavne dužnosti Patriotske lige. Među neprijateljske snage uvrstio je "snage SDS-a" i "ekstremne snage HDZ-a", a stvaranje Velike Srbije i Velike Hrvatske pretpostavio je kao njihov krajnji cilj.
Generalom je imenovan je 25. svibnja 1992. kada je postavljen za zapovjednika Republičkog stožera Teritorijalne obrane Bosne i Hercegovine. Pod njegovim zapovjedništvom TO BiH je transformirana u Armiju RBiH koja je bila ustrojena s pet korpusa i oko 200 000 vojnika. Ustrojio je Armiju RBiH sa Stožerom vrhovnog zapovjedništva, upravom stožera, korpusima, operativnim skupinama, brigadama, bojnama i specijalnim jedinicama. Do kraja rata Armija RBiH nije bitno promijenila svoju strukturu. Uskoro je imenovan načelnikom Glavnog stožera Armije RBiH i članom Ratnog predsjedništva RBiH. Iduće godine za njim je Ministarstvo državne sigurnosti Srbije raspisalo tjeralicu s nalogom za uhićenje.
Od samog početka rata, Halilović je Hrvate i Srbe držao neprijateljima. Sudjelovao je u raspravama muslimanskog vodstva o naseljavanju muslimanskih prognanika na područja u kojima su tradicionalno Hrvati činili većinsko stanovništvo. Halilović je, zajedno s većinom muslimanskog vodstva, podržavao takvu politiku.
Zajedno s Ejupom Ganićem u travnju 1993. na sastanku u prostorijama Željezare Zenica s vojnim vrhom Trećim korpusom Armije RBiH zahtijevao je napad na Hrvatsko vijeće obrane. Cijelo vrijeme konzultirali su se s Alijom Izetbegovićem koji je to vrijeme bio na pregovorima u Ženevi. Podržavao ih je i general Mehmed Alagić. Halilović je u Visoko doveo islamisitički nastrojene ekstremiste i četiri vojna instruktora, tri iz Irana i jednog iz Kuvajta. U svibnju 1993. zapovjedio je da se uništi generator Hidroelektrane Jablanica. Vodio je napade Armije RBiH u rujnu 1993. u Uskoplju, Trusini i Jablanici. Pod njegovim izravnim zapovjedništvom počinjeni su pokolji nad Hrvatima u Uzdolu i Grabovici.
Na Halilovića je 7. srpnja 1993. izvršen pokušaj atentata. U napadu je poginula njegova supruga Mediha i njen brat Edin. Za napad Halilović optužuje vrh MUP-a RBiH, službe sigurnosti i jedinicu "Ševe". Halilović je s dužnosti smijenjen 1. studenog 1993.

## Politička karijera
Poslije umirovljenja postao je predsjednik Udruge Sandžaklija koja je imala i političke ambicije. Čin generala Predsjedništvo RBiH mu je vratilo 1994. Dvije godine kasnije Halilović je osnovao Bosanskohercegovačku patriotsku stranku. Na prvim poslijeratnim općim izborima 1996. BPS je pozvala na bojkot izbora. Svoju prvu knjigu, Lukava strategija izdao je 1997. Među promotorima njegove knjige bili su Martin Špegelj, bivši hrvatski general i Stjepan Mesić, kasniji hrvatski predsjednik. Na općim izborima 2000. osvojio je 1614 glasova i postao zastupnik u Zastupničkom domu Parlamentarne skupštine BiH. Iduće godine postavljen je za ministra za socijalnu politiku, raseljene osobe i izbjeglice u Vladi Federacije BiH. U rujnu 2001. Međunarodni sud ga je optužio za ratne zločine počinjene nad Hrvatima u Uzdolu i Grabovici 1993. U studenome 2005. oslobođen je optužbe. Nakon povratka iz Haaga ponovno se počinje baviti politikom. Obnovio je stranku pod novim imenom, Bosanskohercegovačka patriotska stranka - Sefer Halilović. Na općim izborima 2006. osvojio je 8240 glasova i ponovno postao zastupnik Zastupničkog doma PS-e BiH. Žalbeno vijeće Međunarodnog suda odbacilo je tužbu tužiteljstva na oslobađajuću presudu u listopadu 2007., nakon čega je Halilović pravomoćno oslobođen krivnje za ratne zločine počinjene u Uzdolu i Grabovici. Knjigu Nije kriv - priča o montiranoj optužnici i haškom suđenju napisao je 2010. U Sarajevu je 2010. ponovno izabran za predsjednika BPS-a. Na općim izborima 2010. također je ponovno izabran za zastupnika u Zastupničkom domu PS-e BiH s 8433 glasa.
U Hrvatskoj i među Hrvatima vlada ogorčenje te osjećaj nepravde posebno jer brojni zločini tijekom agresije na Hrvatsku i za zločine nad Hrvatima u BiH nisu kažnjeni, što je istaknula i hrvatska predsjednica Kolinda Grabar-Kitarović u govoru pred Vijećem sigurnosti Ujedinjenih naroda u New Yorku. U raspravama o nekažnjenim zločinima, u posljednje vrijeme sve se češće spominju i generali Armije BiH, mahom kadrovima JNA koji su se tijekom Domovinskog rata borili protiv HV, a tek su nakon izbijanja rata u muslimanskim dijelovima BiH napustili JNA i pridružili se tada novoosnovanoj tzv. Armiji BiH. U Hrvatskoj postoji pripremljena dokumentacija za podizanje optužnice protiv takvih osoba i čeka se politička odluka da se aktiviraju. Sefer Halilović je na tom popisu.
Hrvatsko državno odvjetništvo spremalo se u ožujku 2017. podći optužnicu protiv Halilovića i nekoliko drugih časnika Armije RBiH zbog ratnih zločina počinjenih nad Hrvatima tijekom rata u BiH, a hrvatske žrtve Halilovića optužuju da je odgovoran za zločine nad Hrvatima u selu Grabovici između Mostara i Jablanice.

## Privatni život
Halilović je oženjen Eminom Kasumagić-Halilović. Ima kćerku Mirelu i sina Semira.

## Odlikovanja i priznanja
| vrpca | odlikovanje                               | država |
| ----- | ----------------------------------------- | ------ |
|       | Orden bratstva i jedinstva III. reda      | SFRJ   |
|       | Orden narodne armije III. reda            | SFRJ   |
|       | Orden rada III. reda                      | SFRJ   |
|       | Orden za vojne zasluge III. reda          | SFRJ   |
|       | Medalja 30 godina JNA                     | SFRJ   |
|       | Medalja 30 godina od pobjede nad fašizmom | SFRJ   |
|       | Medalja 40 godina od pobjede nad fašizmom | SFRJ   |